# TTC Karlsruhe-Neureut
Der TTC Karlsruhe-Neureut ist ein Tischtennisverein aus Neureut (Karlsruhe). Die Herrenmannschaft spielte 2002/03 in der Bundesliga.

## Chronik
Die Wurzeln liegen beim 1908 gegründeten Verein FC Neureut. Am 1. Mai 2000 machte sich dessen Tischtennisabteilung mit dem Abteilungsleiter Hans-Joachim Kugel selbständig und gründete den eigenständigen Verein TTC Karlsruhe-Neureut.

## Herren
Das Herrenteam erreichte 1999 noch unter dem Vereinsnamen FC Neureut die 2. Bundesliga Süd. Nach zweimaligem Platz sieben wurde sie 2002 mit Geir Erlandsen, Alfredo Carneros, Daniel Zwickl, Nico Christ, Georg Böhm, Norbert Mnich und Adewale Bamidele Meister und stieg in die  1. Bundesliga auf. Hier schaffte sie dank umfangreicher Verstärkungen und dem schwedischen Trainer Anders Johansson mit Platz acht den Klassenerhalt.
2003 fusionierte der TTC Karlsruhe-Neureut mit dem Bundesligaverein DJK Offenburg zum neuen Verein TTC Karlsruhe-Neureut/DJK Offenburg. Dabei schlossen sich die Spitzenspieler der beiden Vereine dem neuen Verein an, die restlichen Spieler und Mannschaften spielten weiter bei ihren Ursprungsvereinen. Wegen finanzieller Probleme und Unstimmigkeiten zwischen den Ursprungsvereinen landete der neue Verein 2003/04 auf dem letzten Platz. Daraufhin verzichtete er auch auf einen Start in der 2. Bundesliga.

## Damen
Die Damenmannschaft stieg in den 1990er Jahren mehrmals auf und erreichte 1996 mit Rose Diebold, Beate Mojska, Steffi Stingl, Petra Geißler und Jennifer Hartley (Australien) die Badenliga. 2000 wurde sie in der Besetzung Edit Urbán (Ungarn), Szonja Szigeti, Maria Schuller, Dagmar Solja-Andruszko und Rose Diebold Meister der Regionalliga Süd und stieg in die 2. Bundesliga auf. Hier musste sie 2000/01 als Tabellenletzter sofort wieder absteigen.